# Abraham Arnon
Abraham Arnon (en hebreo: אברהם ארנון); nacido Abraham Babin, (Cherykaw, Imperio ruso, 1887 - Tel Aviv, Israel, 24 de mayo de 1960) fue un educador israelí, galardonado con el Premio Israel en 1960.

## Biografía
Abraham Arnon nació en Cherykaw en el Imperio Ruso (actualmente Bielorrusia). Su familia se trasladó más tarde a la ciudad de Polotsk, donde recibió su educación primaria en la escuela Talmud Torá. En 1909 fue aceptado en la Escuela Superior de Comercio y Economía de Kiev. A principios de 1913 Arnon emigró a Eretz Israel, convirtiéndose en uno de los primeros profesores académicos del país.
En 1914, viajó a Estados Unidos y al Reino Unido para continuar sus estudios pedagógicos.
Falleció el 24 de mayo de 1960 y sus restos descansan en el cementerio Kiryat Shaul.

## Carrera pedagógica

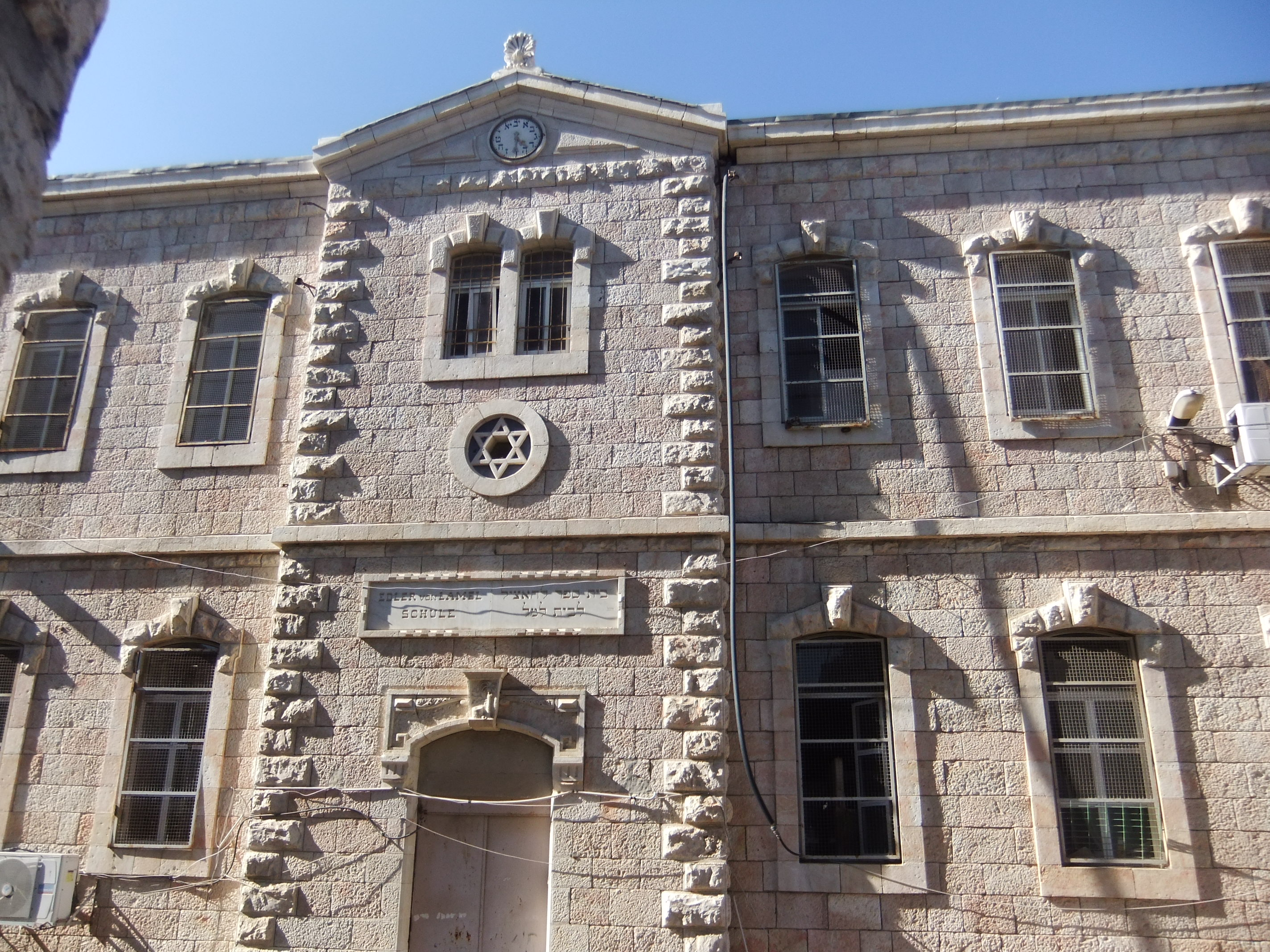
Fachada de Lämel-Schule, Jerusalén

Durante 17 años enseñó geografía y matemáticas en escuelas de Tel Aviv y Jerusalén, y fue director de la escuela para niñas Edler-von-Lämel-Schule (en hebreo: בֵּית סֵפֶר לְהָאָצִיל לְבֵית לֶמֶל‎‎, romanizado: Beit Sefer lə-ha-Atzil lə-Veit Lämel) en el barrio Zikhron Moshe de Jerusalén de 1920 a 1930. Fue en esa etapa que hebraizó su nombre.
Durante este período, también participó activamente en el Sindicato de Maestros y fue elegido presidente de su comité central. Fue nombrado inspector escolar en 1930. 
Después del establecimiento del Estado de Israel en 1948, fue nombrado inspector jefe del sistema escolar estatal y más tarde subdirector del Ministerio de Educación y Cultura bajo la dirección del ministro Zalman Shazar. En junio de 1952 fue puesto a cargo de la formación de maestros y maestros de educación preescolar. En septiembre de ese mismo año, fue nombrado presidente de un comité para examinar jardines de infantes privados.
Hasta su jubilación, continuó desempeñando varios cargos públicos clave en el ámbito de la educación estatal, incluido el de Inspector General Jefe de 1954 a 1955.

## Premios y reconocimientos
- En 1960, Arnon recibió el Premio Israel, en Educación,[10] poco antes de su muerte.
- La escuela "Arnon" en Ramat Gan y Tel Aviv lleva su nombre.[11]